# Xã St. Clair, Quận Monona, Iowa
Xã St. Clair (tiếng Anh: St. Clair Township) là một xã thuộc quận Monona, tiểu bang Iowa, Hoa Kỳ. Năm 2010, dân số của xã này là 517 người.